# 1818
1818 (MDCCCXVIII) var ett normalår som började en torsdag i den gregorianska kalendern och ett normalår som började en tisdag i den julianska kalendern.

## Händelser

### Januari
- 5 januari – Det tidigare Svenska Pommern uppgår i Preussen.[1]

### Februari

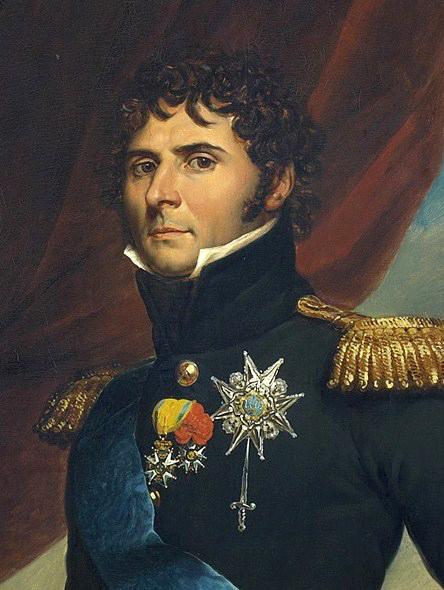
Karl XIV Johan

- 5 februari – Karl XIV Johan blir kung av Sverige och Norge vid Karl XIII:s död (i Norge under namnet Karl III Johan). Hans son Oscar (I) blir kronprins.[2]

### Mars
- 22 mars – Påsken inträffar på det tidigaste möjliga datumet.

### April
- 5 april – Chile förklarar sig självständigt från Spanien.

### Maj
- 11 maj – Karl XIV Johan kröns i Stockholm.

### Augusti
- Augusti – USA skickar ut USS Ontario till Columbiafloden för att ta oregonterritoriet då Storbritannien inte gör anspråk på det, men Spanien och Ryssland däremot gör det.[3]

### September
- 7 september – Karl XIV Johan kröns i Trondheim.

### December

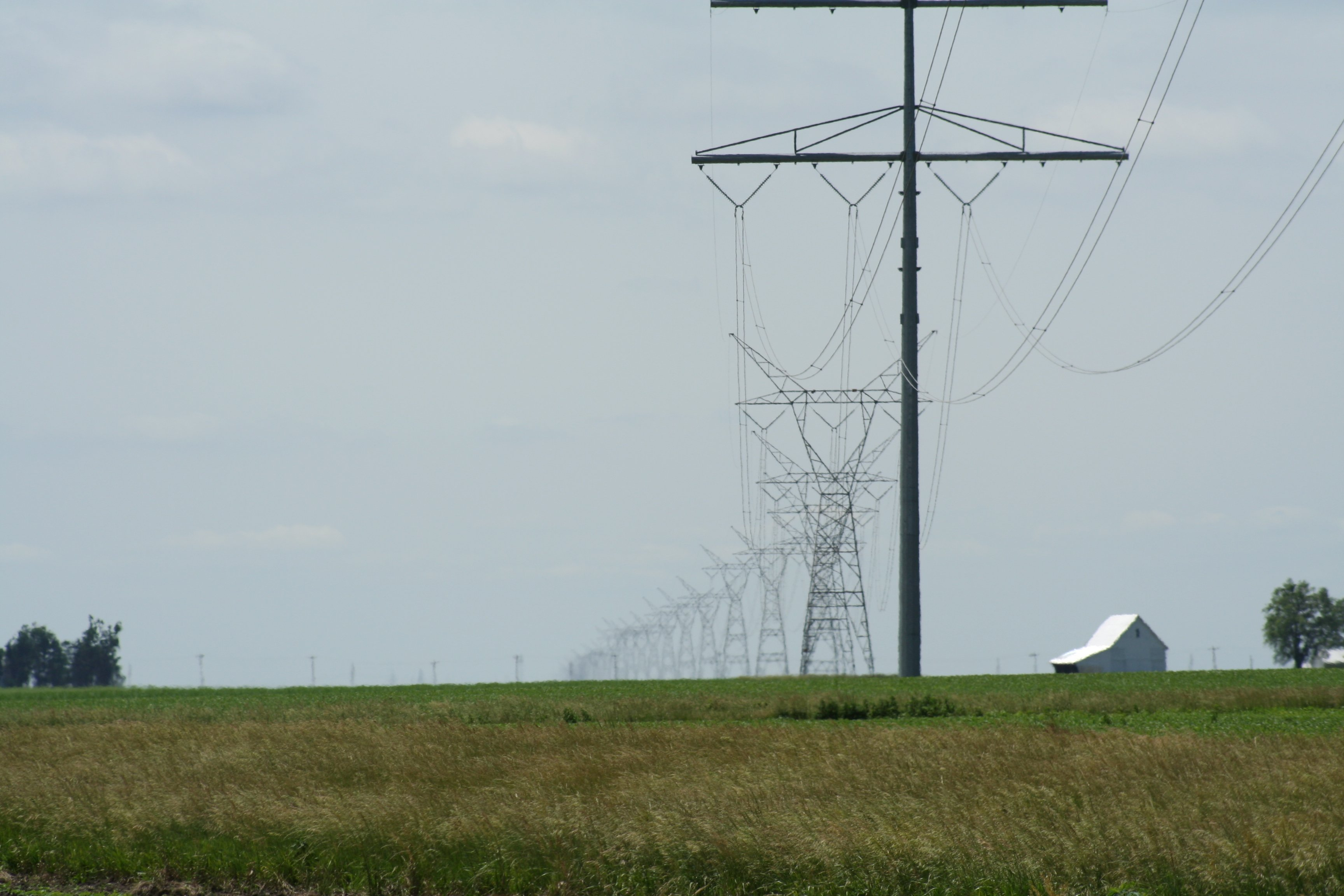
Illinois

- 3 december – Illinois blir den 21:a delstaten att ingå i den amerikanska unionen.[4]

### Okänt datum
- Kemisten Johan August Arfvedson upptäcker grundämnet litium.
- Kemisten Jöns Jacob Berzelius medverkar till upptäckten av grundämnet litium och utnämns till Vetenskapsakademiens ständiga sekreterare.
- I tredje bandet av sin bok Lärobok i kemien presenterar Berzelius sin tabellindelning för första gången.
- Sveriges första hjulångare Amphitrite börjar trafikera Mälaren mellan orterna Stockholm, Västerås och Uppsala.
- Högre artilleriläroverket i Marieberg i Stockholm grundas och blir av betydelse för artilleriets tekniska utveckling.
- Kronprins Oscar (I) blir kansler vid Uppsala universitet.
- Paracelsus grav öppnas för att få klarhet angående ryktet om mord.

## Födda

### Första kvartalet

#### Januari
- 7 januari – Andrea Busiri Vici, italiensk arkitekt.
- 14 januari – Zacharias Topelius, finlandssvensk författare, tidningsman och historiker.
- 16 januari – C.V.A. Strandberg, svensk tidningsman och lyriker.
- 28 januari – George S. Boutwell, amerikansk politiker, USA:s finansminister 1869–1873.
- 30 januari – Artúr Görgey, ungersk militär och överbefälhavare för den ungerska upprorshären 1848–1849.

#### Februari
- 8 februari – Austin Blair, amerikansk politiker, guvernör i Michigan 1861–1865, kongressledamot 1867–1873.
- 10 februari – Isham G. Harris, amerikansk demokratisk politiker.
- 13 februari – Carl Ifvarsson, svensk hemmansägare och politiker
- 19 februari – Tod Robinson Caldwell, amerikansk politiker.
- 28 februari – David T. Patterson, amerikansk demokratisk politiker, senator 1866–1869.

#### Mars
- 12 mars – John S. Hager, amerikansk demokratisk politiker, senator 1873–1875.

### Andra kvartalet

#### April
- 1 april – Omar D. Conger, amerikansk republikansk politiker, senator 1881–1887.
- 8 april – Kristian IX, kung av Danmark 1863–1906.
- 16 april – Charles J. Folger, amerikansk politiker, USA:s finansminister 1881–1884.
- 17 april – Alexander II av Ryssland, rysk tsar 1855–1881.
- 29 april – Olof Lagergren, svensk postmästare och riksdagsman.

#### Maj
- 5 maj – Karl Marx, tysk socialistisk teoretiker.
- 23 maj – Alfred von Fabrice, sachsisk greve, general och politiker.
- 27 maj
  - Amelia Bloomer, amerikansk dräktreformator, kvinnorätts- och nykterhetsaktivist.
  - Anton Niklas Sundberg, svensk ärkebiskop 1870–1900.
- 28 maj – P.G.T. Beauregard, amerikansk general i sydstatsarmén.

#### Juni
- 17 juni – Charles Gounod, fransk kompositör.
- 29 juni – Angelo Secchi, italiensk astronom.

### Tredje kvartalet

#### Juli
- 1 juli – Ignaz Semmelweiss, ungersk läkare.
- 18 juli – Louis De Geer, svensk politiker, friherre och ämbetsman, Sveriges statsminister 1876–1880.

#### Augusti
- 13 augusti – Johan Daniel Herholdt, dansk arkitekt.

#### September
- 17 september – William Henry Barnum, amerikansk demokratisk politiker och industrialist.

### Fjärde kvartalet

#### Oktober
- 2 oktober – Conrad Wilhelm Hase, tysk arkitekt.
- 4 oktober – Francesco Crispi, italiensk politiker.
- 8 oktober – John Henninger Reagan, amerikansk politiker.
- 9 oktober – Henry Lippitt, amerikansk politiker, guvernör i Rhode Island 1875–1877.
- 17 oktober – Tassilo von Heydebrand und der Lasa, tysk schackförfattare.
- 18 oktober – Elizabeth F. Ellet, amerikansk författare.
- 22 oktober – Charles Marie René Leconte de Lisle, fransk författare.
- 26 oktober – Ludwig Häusser, tysk historiker.

#### November
- 26 november – Louis Lacombe, fransk kompositör.
- 28 november – Karl Maximilian von Bauernfeind, tysk geodet.

#### December
- 2 december – Charles Potvin, belgisk författare.
- 5 december – Nikolaj Ivanovitj Koksjarov, rysk mineralog.
- 24 december – James Prescott Joule, brittisk fysiker.
- 28 december – Johan Jolin, svensk skådespelare, pjäsförfattare, sångtextförfattare och översättare.

## Avlidna

### Första kvartalet

#### Januari
- 2 januari – Martha Tiahahu, 17, malajisk upprorsledare.
- 12 januari – Johan Wingård, 79, svensk biskop.
- 19 januari – Zacharias Liljefors, 43, svensk orgelbyggare.

#### Februari
- 5 februari – Karl XIII, 69, svensk riksföreståndare 1809, kung av Sverige sedan 1809 och av Norge sedan 1814 [5] (död klockan 22:05).

#### Mars
- 18 mars – Fredrik Söderman, 79, svensk violast.
- 19 mars – Thomas Posey, 67, amerikansk politiker, senator 1812–1813.
- 25 mars – Caspar Wessel, 72, norsk-dansk geodet och matematiker.
- 28 mars – Samuel Andreas Krebs, 52, norsk militär.

### Andra kvartalet

#### April
- 21 april – Aron Gustaf Silfversparre, 91, svensk friherre och hovmarskalk.

#### Maj
- 2 maj – Herman Willem Daendels, 55, nederländnsk militär.
- 10 maj – Paul Revere, 83, amerikansk militär.
- 26 maj – Michail Barclay de Tolly, 56, rysk fältmarskalk, krigsminister och prins.

#### Juni
- 1 juni – Bartha van Crimpen, 63, nederländsk patriot och nationalsymbol.
- 6 juni – Jan Henryk Dąbrowski, 62, polsk militär.
- 20 juni – Hedvig Elisabet Charlotta av Holstein-Gottorp, 59, drottning av Sverige från 1809 och av Norge från 1814 till 5 februari detta år, gift med Karl XIII.
- 29 juni – Carl Philipp Fohr, 22, tysk konstnär.

### Tredje kvartalet

#### Juli
- 9 juli – Carl Peter Söderlöf, 74, svensk politiker.
- 28 juli – Gaspard Monge, 72, fransk matematiker.
- 29 juli – Johan Gabriel Oxenstierna, 68, svensk greve, ledamot av Svenska Akademien, en av rikets herrar samt kanslipresident 1786–1789.

#### Augusti
- 12 augusti – Nikolaj Novikov, 74, rysk publicist och boktryckare.

#### September
- 18 september – Olof Swartz, 56, svensk naturforskare.

### Fjärde kvartalet

#### Oktober
- 7 oktober
  - Gudmund Jöran Adlerbeth, 67, svensk skald, lärd och statsman, ledamot av Svenska akademien.
  - David Stone, 48, amerikansk jurist och politiker.
- 28 oktober – Abigail Adams, 73, amerikansk feminist, hustru till presidenten John Adams, mor till presidenten John Quincy Adams.

#### November
- 5 november – Heinrich Friedrich Füger, 66, tysk konstnär.
- 17 november – Charlotte av Mecklenburg-Strelitz, 74, drottning av Storbritannien sedan 1761 (gift med Georg III)

#### December
- 8 december – Johan Gottlieb Gahn, 73, svensk bergsvetenskapsman.

### Okänt datum
- Ghaliyya al-Wahhabiyya, arabisk krigshjältinna.

### Fotnoter
1. ↑  World Statesmen (läst 6 april 2011)
2. ↑  - World Statesmen
3. ↑  ”USA:s militära insatser i utlandet 1798-2004”. Arkiverad från originalet den 9 december 2013. https://web.archive.org/web/20131209174005/http://www.history.navy.mil/library/online/forces.htm. Läst 30 januari 2011.
4. ↑  World Statesmen (läst 3 april 2011)
5. ↑  Det hände i dag